# José Carlos Macedo
José Carlos Macedo (30 de junio de 1972) es un deportista portugués que compitió en bochas adaptadas. Ganó seis medallas en los Juegos Paralímpicos de Verano entre los años 1996 y 2016.

## Palmarés internacional
| Juegos Paralímpicos | Juegos Paralímpicos      | Juegos Paralímpicos | Juegos Paralímpicos     |
| Año                 | Lugar                    | Medalla             | Prueba                  |
| ------------------- | ------------------------ | ------------------- | ----------------------- |
| 1996                | Atlanta (Estados Unidos) | Medalla de oro      | Individual C1 wad mixto |
| 1996                | Atlanta (Estados Unidos) | Medalla de oro      | Dobles C1 wad mixto     |
| 2000                | Sídney (Australia)       | Medalla de oro      | Individual BC3 mixto    |
| 2012                | Londres (Reino Unido)    | Medalla de plata    | Dobles BC3 mixto        |
| 2012                | Londres (Reino Unido)    | Medalla de bronce   | Individual BC3 mixto    |
| 2016                | Río de Janeiro (Brasil)  | Medalla de bronce   | Individual BC3 mixto    |